# George S. Mickelson Trail
Le George S. Mickelson Trail est un sentier de longue randonnée dans le Dakota du Sud, aux États-Unis. Long de 175 kilomètres, ce sentier ferroviaire parcourt les Black Hills entre Edgemont, dans le comté de Fall River, au sud, et Deadwood, dans le 
comté de Lawrence, au nord. Nommé en l'honneur de George S. Mickelson, il est classé National Recreation Trail depuis 2004.